# Gymnostachyum latifolium
Gymnostachyum latifolium är en akantusväxtart som först beskrevs av Dalz., och fick sitt nu gällande namn av T. Anders.. Gymnostachyum latifolium ingår i släktet Gymnostachyum och familjen akantusväxter. Utöver nominatformen finns också underarten G. l. decurrens.